# Zimowe Igrzyska Azjatyckie 2025
IX Zimowe Igrzyska Azjatyckie – zawody sportowe państw azjatyckich, które odbyły się w dniach 7–14 lutego 2025 w chińskim mieście Harbin. Były to drugie igrzyska azjatyckie, które odbyły się w tym mieście, a trzecie w Chinach.

## Wybór gospodarza
Harbin został wybrany na miasto gospodarza podczas 42. Zgromadzenia Ogólnego OCA w dniu 8 lipca 2023 r. w Bangkoku w Tajlandii.  Harbin był jedyną kandydaturą do organizacji igrzysk. 

## Logo i maskotka
Oficjalne logo i maskotki zostały przedstawione 11 stycznia 2024 roku. Logo Breakthrough przedstawia łyżwiarza szybkiego oraz kwiat bzu, oficjalny kwiat miasta Harbin. Maskotkami są dwa tygrysy syberyjskie o imionach Binbin i Nini. Binbin reprezentuje sporty na lodzie, Nini sporty na śniegu. 

## Hasło
„Sen o zimie, miłość wśród Azji” (ang. “Dream of Winter, Love among Asia.”)

## Rozgrywane dyscypliny
W programie Zimowych Igrzysk Azjatyckich 2025 znalazło się 11 dyscyplin sportowych, w ramach których rozegrano 64 konkurencje. W porównaniu do poprzednich igrzysk skoki narciarskie zostały zastąpione skialpinizmem.
| - Biathlon (4) - Biegi narciarskie (6) - Curling (3) - Hokej na lodzie (2) - Łyżwiarstwo figurowe (4) - Łyżwiarstwo szybkie (14) | - Narciarstwo alpejskie (2) - Narciarstwo dowolne (11) - Short track (9) - Skialpinizm (3) - Snowboard (6) |

## Kalendarz
|  | Ceremonia otwarcia | ● | Rozgrywane zawody |  | Finały |  | Ceremonia zamknięcia |

| Dyscyplina            | Śr. 5. | Cz. 6. | Pt. 7. | Sb. 8. | Nd. 9. | Pn. 10. | Wt. 11. | Śr. 12. | Cz. 13. | Pt. 14. | Liczba konkurencji |
| Dyscyplina            | Luty   | Luty   | Luty   | Luty   | Luty   | Luty    | Luty    | Luty    | Luty    | Luty    | Liczba konkurencji |
| --------------------- | ------ | ------ | ------ | ------ | ------ | ------- | ------- | ------- | ------- | ------- | ------------------ |
| Ceremonia otwarcia    |        |        |        |        |        |         |         |         |         |         |                    |
| Biathlon              |        |        |        |        |        |         | 2       |         |         | 2       | 4                  |
| Curling               | ●      | ●      | ●      | 1      | ●      | ●       | ●       | ●       | ●       | 2       | 3                  |
| Hokej na lodzie       | ●      | ●      | ●      |        | ●      | ●       | ●       | ●       | 2       |         | 2                  |
| Łyżwiarstwo figurowe  |        |        |        |        |        |         |         | ●       | 2       | 2       | 4                  |
| Łyżwiarstwo szybkie   |        |        |        | 2      | 2      | 4       | 2       | 4       |         |         | 14                 |
| Short track           |        |        |        | ●      | 3      | 2       | 4       |         |         |         | 9                  |
| Narciarstwo dowolne   |        |        | ●      | 2      | 2      | 1       | 2       | 2       | 2       |         | 11                 |
| Narciarstwo alpejskie |        |        |        |        |        |         | 1       | 1       |         |         | 2                  |
| Skialpinizm           |        |        |        |        | 1      | 1       |         |         | 1       |         | 3                  |
| Biegi narciarskie     |        |        |        | 2      | 1      | 1       |         | 1       | 1       |         | 6                  |
| Snowboard             |        |        | ●      | 2      |        | 2       |         | ●       | 2       |         | 6                  |
| Ceremonia zamknięcia  |        |        |        |        |        |         |         |         |         |         |                    |
| Liczba konkurencji    | –      | –      | –      | 9      | 9      | 11      | 11      | 8       | 10      | 6       | 64                 |

## Klasyfikacja medalowa
*   Gospodarz ( Chiny)
| Miejsce | Reprezentacja    | Złoto | Srebro | Brąz | Razem |
| ------- | ---------------- | ----- | ------ | ---- | ----- |
| 1       | Chiny*           | 32    | 26     | 24   | 82    |
| 2       | Korea Południowa | 15    | 14     | 13   | 42    |
| 3       | Japonia          | 9     | 11     | 14   | 34    |
| 4       | Kazachstan       | 3     | 8      | 7    | 18    |
| 5       | Uzbekistan       | 1     | 0      | 0    | 1     |
| 6       | Korea Północna   | 0     | 1      | 0    | 1     |
| 7       | Chińskie Tajpej  | 0     | 0      | 1    | 1     |
| 7       | Tajlandia        | 0     | 0      | 1    | 1     |
| Razem   | Razem            | 60    | 60     | 60   | 180   |